# Onthophagus abyssinicus
Onthophagus abyssinicus là một loài bọ cánh cứng trong họ Bọ hung (Scarabaeidae).